# Oliver Grau

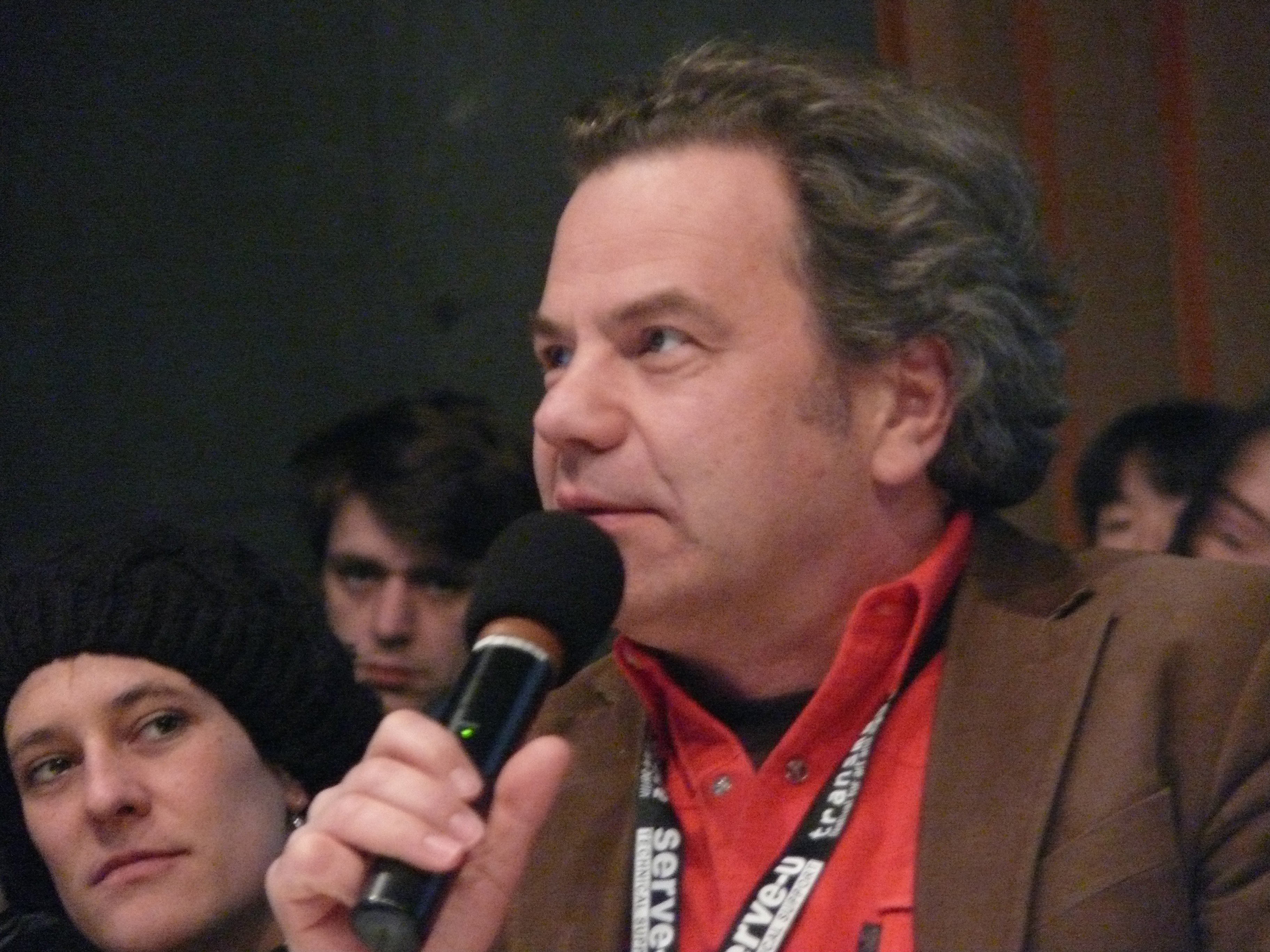
Grau in transmediale 2010.

Oliver Grau (*24.10.1965) é alemão, formado em História da Arte e Teoria das Mídias. Seus estudos e trabalho concentram-se em ciência da imagem, modernidade e arte midiática, além de cultura do século XIX e arte italiana renascentista.

## Vida
Oliver Grau é professor de Ciência da Imagem e diretor do Departamento de Ciência da Imagem na Universidade do Danúbio em Krems, Áustria.
Publicações recentes:
- Arte virtual: da ilusão à imersão (EDUNESP, 2007)
- Mediale Emotionen (Fischer, 2005)
- MediaArtHistories (MIT-Press, 2007)
- Imagery in the 21st Century (MIT-Press, 2011)
- Эмоции и иммерсия: ключевые элементы визуальных исследований.  / Пер. с нем. А. М. Гайсина, EDIOS, St. Petersburg 2013.
- On the Visual Power of Digital Arts. Editiones de la Universitad de Castiiia-La-Mancha, 2016.
- Museum and Archive on the Move: Changing cultural Institutions in the digital Era. Munich: DeGruyter 2017.

Oliver Grau é convidado para ministrar palestras em diversos países; já recebeu vários prêmios  e produziu várias publicações em inglês, espanhol, português, sérvio, macedônio, esloveno, coreano, chinês. Suas principais áreas de pesquisa são história da arte midiática, imersão (realidade virtual) e emoções, bem como história, ideia e cultura da telepresença e da vida artificial.
O livro Arte virtual, que recebeu mais de 50 resenhas, foi a primeira obra a apresentar uma comparação histórica em teoria da imersão entre imagem e espectador, assim como uma análise sistemática da trilogia artista/obra/espectador em termos de arte digital. A pesquisa está ligada ao novo modelo de uma história evolutiva das ilusões midiáticas que resulta, por um lado, de uma relativa dependência dos novos potenciais sensoriais de sugestão e, por outro, da força variável de alienação do espectador (competência midiática).
Grau concebeu novas ferramentas científicas para as humanidades/humanidades digitais; dirigiu o projeto “Immersive Art” da Fundação de Pesquisa Alemã (DFG), cuja equipe, em 1998, começou a desenvolver o primeiro arquivo internacional de arte digital escrito numa plataforma de fonte aberta, localizada na Universidade do Danúbio, em Krems, Áustria. Desde então Oliver Grau tem dado seguimento a inúmeros projetos decorrentes. Desde 2000 a Base de Dados de Arte Virtual (DVA), o primeiro arquivo on-line que transmite regularmente documentos em vídeo. Desde 2005 Oliver Grau gerencia a base de dados da Coleção de Gravuras do Mosteiro Beneditino de Göttweig, a maior coleção particular de gravuras da Áustria, que conta com 30 000 obras, de Albrecht Dürer a Gustav Klimt.
Oliver Grau desenvolveu novos currículos internacionais para as ciências da imagem: o mestrado MediaArtHistories, programas acadêmicos em Gerenciamento de Coleções Digitais e Design de Exposições, Competências Visuais e o mestrado em Ciência da Imagem. Além disso, com as Danube Telelectures, um novo formato interativo de palestras e debates é transmitido ao mundo todo.
Após seus estudos em Hamburgo, Siena e Berlim, e seu doutorado, Oliver Grau lecionou na Universidade Humboldt de Berlim, foi professor-convidado em diversos laboratórios de pesquisa no Japão e nos EUA, e depois de seu pós-doutorado, em 2003, foi docente em diversas universidades internacionais. Também atuou como consultor de periódicos profissionais internacionais e diferentes associações. 
Oliver Grau coordena diferentes conferências. Desde 2002 procura unir pesquisa sobre arte midiática e sua história, presente em várias áreas e, com isso, acabou sendo diretor-fundador da Refresh! Primeira Conferência Internacional sobre História da Arte Midiática, Ciência e Tecnologia, que aconteceu em Banff, em 2005 (2007 em Berlim, 2009 em Melbourne, 2011 em Liverpool). Obras resultantes dessas conferências são MediaArtHistories (MIT-Press, 2007) e o arquivo on-line mediaarthistory.org.
Entre suas premiações e distinções estão: Jovem Acadêmico, pela Academia de Ciências de Berlim-Brandenburgo e Academia Alemã de Ciências Leopoldina, em 2001; em 2002, premiado pela InterNationes/Goethe Institute; em 2003, Book of the Month, da Scientific American; em 2003, bolsa de pesquisa do Centro de Estudos Ítalo-Alemão Villa Vigoni; em 2004, Media Award, da Universidade Humboldt.